# アンゲルブルク
アンゲルブルク (ドイツ語: Angelburg) は、ドイツ連邦共和国ヘッセン州マールブルク＝ビーデンコプフ郡西部の町村（以下、本項では便宜上「町」と記述する）である。ミッテルヘッセン北西部にあたる。

## 地理

### 位置
町域は、ビーデンコプフの南約 12 km のシェルダー・ヴァルト北部ガンスバッハ川の谷に位置する。シェルダー・ヴァルトの北端にアンゲルブルク山（海抜 609 m）がある。

### 隣接する市町村
この町は、その北と東をシュテッフェンベルクの町域に囲まれている。東はバート・エントバッハのボッテンホルン地区とも境を接している（いずれもマールブルク＝ビーデンコプフ郡）。南はジークバッハ、西はエッシェンブルク（ともにラーン＝ディル郡）に接する。

### 自治体の構成
この町は以下の地区からなる。
- フレッヒェンハウゼン
- ゲンネルン
- リックスフェルト

## 歴史
アンゲルブルクは1972年から1974年のヘッセン州再編によって成立した。当時独立した自治体であったフレッヒェンハウゼンとリックスフェルトが合併し、1974年にゲンネルンがこれに加わった。

## 行政
この町は、自治体間で結成しているラーン＝ディル＝ベルクラント協会に加入しており、これ以外にも多くの目的連合や協会に参加している。街の発展にとって最も重要な目的連合が「ヘッセン・ヒンターラント」に含まれる市町村とノルトライン＝ヴェストファーレン州バート・ラースフェとで形成しており、その全域の発展を目指す「ヒンターラント自治体間共同作業連合」である。

### 議会
アンゲルブルクの町議会は 23 議席からなる。

### 首長
2011年3月27日の町長選挙にはトーマス・ベック (SPD)、ライナー・ハッファーおよびハイコ・ヴァーレンティン（ともに無所属）が出馬した。いずれの候補も過半数の票を獲得しなかったため、2011年4月10日に決選投票が行われた。この選挙でトーマス・ベックは 55.4 % の票を獲得してライナ・ハッファーを破った。トーマスベックは、2011年6月15日に、18年間町長を務めたノルベルト・マイの後任として町長職を引き継いだ。

### 紋章
図柄: 上下二分割: 上部は青地に銀（白）と赤のストライプで塗り分けられたヘッセンの獅子。下部は銀地に3つの赤い星。

## 経済と社会資本

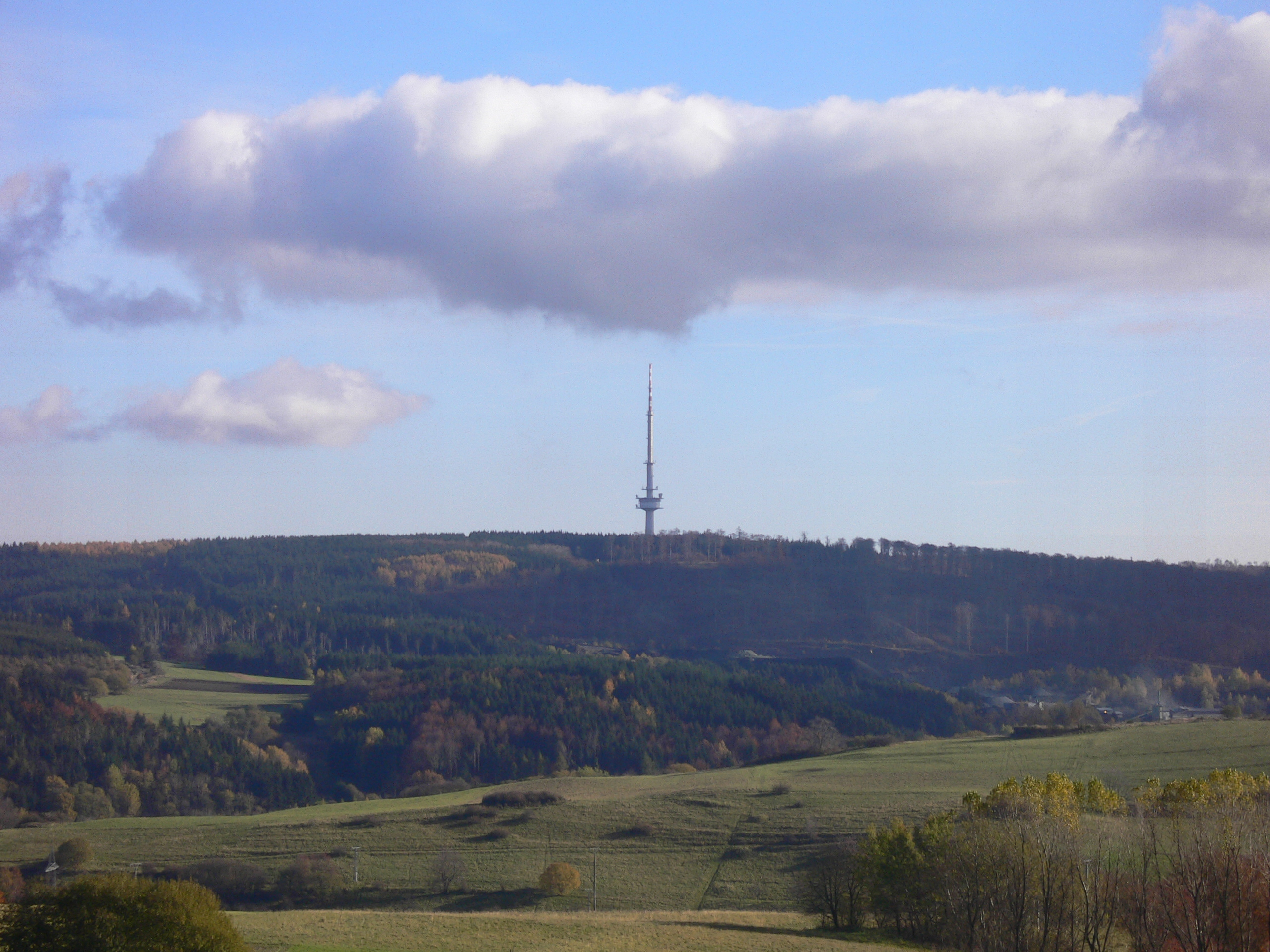
アンゲルブルク・テレビ塔

### 建造物
アンゲルブルクには高さ 171 m のアンゲルブルク・テレビ塔が建っている。ただし、アンゲルブルク山はアンゲルブルク町内ではなく、隣町のエッシェンブルクに位置している。

## 引用
1. ↑  Hessisches Statistisches Landesamt: Bevölkerung in Hessen am 31.12.2023 (Landkreise, kreisfreie Städte und Gemeinden, Einwohnerzahlen auf Grundlage des Zensus 2011)]
2. ↑  2011年3月27日の町議会議員選挙結果 ヘッセン州統計局（2012年5月23日 閲覧）